# انتقال (طب)

الانتقال (بالإنجليزية: Transmission)‏ في الطب وعلم الأحياء هو عبارة عن مرور المرض القابل للانتقال من مضيف مصاب أو مجموعة إلى مضيف أو مجموعة أخرى، بغض النظر عن ما إذا كان الأشخاص الآخرين مصابين من قبل. في أوقات أخرى يكون معنى الانتقال أكثر دقة بمعنى أن الإصابة تحدث للشخص غير المصاب.[بحاجة لمصدر]
هذا المصطلح تشير إلى انتقال ميكروب مباشرة من شخص إلى آخر بواسطة إحدى الطرق التالية:
- التعرض للإفرازات التنفسية، كالسعال من شخص لآخر.
- الاتصال الجسدي المباشر، يكون بلمس الشخص المصاب ومن ضمنها الاتصال الجنسي.
- اتصال غير مباشر، وتأتي عن طريق ملامسة التربة أو الأسطح الملوثة.
- الانتقال عن طريق الهواء، إذا كان لدى الميكروب مقدرة على البقاء فترة طويلة في الهواء.
- انتقال برازي- فمي، عن طريق تلوث مصادر المياة والأطعمة.

أيضا الانتقال يمكن أن يكون بشكل غير مباشر، بواسطة كائن حي آخر أما ناقل كالبعوضيات: Mosquito أو مضيف متوسط كشريطية الخنزير شريطية وحيدة
. الانتقال غير المباشر يمكن أن يشمل zoonoses أو، وأكثر دقة، الميكروبات الممرضة بالإنجليزية : pathogens الكبيرة كالطفيليات الكبيرة مع دورة حياة معقدة بالإنجليزية : macroparasites.

## أفقيا وعموديا
الأمراض تنتقل بطريقتين:
- انتقال المرض بشكل أفقي بالإنجليزية : انتقال أفقي– من شخص إلى آخر في نفس العمر.[1] الانتقال الأفقي يمكن أن يحدث ما باتصال مباشر (كاللعق أو اللمس أو العض)، أو بشكل غير مباشر عن طريق الهواء - السعال العطاس (الناقل بالإنجليزية: فيكتور أو المناديل بالإنجليزية : Fomite القادرة على نقل المرض دون الحاجة للاتصال المباشر مع الشخص المصاب–.[2]
- انتقال المرض العمودي بالإنجليزية : Vertical disease transmission – انتقال المرض بسبب عامل عمودي من الآباء إلى الأبناء. perinatal transmission.[3]

## الانتقال، الأعراض والمدة البقاء
الميكروبات الممرضة يجب أن يكون لها طريقة لتنقل من شخص إلى آخر لتحافض على بقاء سلالتها. فالعوامل المعدية تكون متخصصة لطريقة انتقال محددة. مثلا في حال الانتقال عن طريق الجهاز التنفسي، البكتيريا أو الفيروس المسبب للسعال أو العطاس لديه فرصة بقاء كبيرة في أن تنتقل من شخص إلى آخر وهذا أيضا سبب لوجود ميكروبات عديدة مسببة للإسهال بالإنجليزية : إسهال.

## الموضع
في الانتقال. الموضع بالإنجليزية : Locus
- الاتصال مع إفرازات التنفسية أو الهواء، هذا يكون عن طريق الجهاز التنفسي بالإنجليزية = respiratory system
- في الاتصال المباشر والاتصال غير المباشر يكون عن طريق الجروح أو الغشاء المخاطي بالإنجليزية :غشاء مخاطي
- انتقال عن طريق البراز-الفم، عن طريق الفم.
- عن طريق ناقل، إما بالعضّ أو اللسع.

## طرق الانتقال

### الاتصال مع الإفرازات التنفسية
يعرف بالإنجليزية ب (respiratory route) , يعتبر الانتقال النموذجي للعديد من العوامل المعدية. إذا الشخص المصاب عطس أو سعل على شخص آخر، الميكروبات ستكون سابحة ويمكن أن تدخل الجسم عن طريق الأنف أو الفم أو العين. الأمراض التي تكون شائعة الانتشار بواسطة السعال (على الأقل) والعطاس تتضمن:
- التهاب السحايا البكتيري بالإنجليزية :Meningitis
- حماق بالإنجليزية :Chickenpox
- زكام بالإنجليزية : زكام
- إنفلونزا بالإنجليزية :Influenza
- نكاف بالإنجليزية :Mumps
- التهاب الحلق العقدي بالإنجليزية :Streptococcal pharyngitis
- سل بالإنجليزية :Tuberculosis
- ذات الرئة بالإنجليزية :Pneumonia
- حصبة بالإنجليزية :Measles
- حصبة ألمانية بالإنجليزية :Rubella
- سعال ديكي بالإنجليزية :Whooping cough

### انتقال أنوية الفيروس
قطرات الأنوية بالإنجليزية :Droplet nuclei تعتبر مهمة في انتقال فيروسات عديدة كإنفلونزا. عندما يخرج الفيروس عن طريق السعال أو العطاس، المخاط المحاط بالفيروي يبدأ بالتبخر. لحظة تخبر هذا المخاط يسمى الفيروس ب قطرة نواة. معدل تبخر المخاط بالإنجليزية :mucus يعتمد على حرارة الجو المحيط. كلما قلت الرطوبة، كلما تبخر المخاط أكثر وهذا يسمح على بقاء القطرة فترة أطول في الجو. كلما قلت الرطوبة الداخلية في فصل الشتاء، يساعد على بقاة القطرة : قطرات الأنوية صغيرة جدا وهذا يساعدها على البقاء. معادلة ويلز-ريلي بالإنجليزية :Wells-Riley equation تتنبئ بمعدلات العدوى لدى الأشخاص الذين يخرجون كمية معين بالإنجليزية : quanta داخل مبنى.
عندما الشخص يعطس أو يسعل، نسبة من الفيروسات سوف تتحول إلى قطرات أنوية. إذا دخلت هذه القطرات إلى العين أو الأنف أو الفم لشخص غير مصاب (يعرف ب مستقبل) بالإنجليزية :susceptible—سواء كان بشكل مباشر وغير مباشر بعد لمس سطح ملوث—بعد ذلك القطرة يمكن أن تدخل الرئة. are أمراض الفيروسية تنتشر عن طريق السعال أو العطاس بشكل كبير ومنها:
- زكام بالإنجليزية :زكام
- فيروس إنفلونزا أ & فيروس إنفلونزا ب
- نكاف بالإنجليزية :Mumps
- حصبة بالإنجليزية :Measles
- حصبة ألمانية بالإنجليزية :Rubella
- التهاب رئوي لا نمطي حاد (سارس) بالإنجليزية :Measles

### الانتقال البرازي - الفمي
الاتصال المباشر يعبر نادر الحدوث بهذه الطريقة، للإنسان تحديداً , الاتصال غير المباشر هو الأكثر شيوعاً ,تلوث الماء والغذاء (عن طريق أشخاص لا يغسلون أيديهم قبل الأكل أو بسبب مياه الصرف الصحي. وفي الدول قيد التطوير، أغلب مياه الصرف الصحي تصرف في البيئة، حتى في الدول المتطورة. هذه الطريقة تنقل العديد من العوامل المسببة للأمراض ومنها :-
- كوليرا بالإنجليزية :Cholera
- التهاب الكبد الوبائي أ بالإنجليزية :Hepatitis A
- شلل الأطفال بالإنجليزية : Poliomyelitis]]]]
- فيروس عجلي بالإنجليزية :فيروس عجلي
- سلمونيلا بالإنجليزية :سلمونيلا

### الاتصال الجنسي
هذا يشير إلى أي مرض يمكن أن ينتقل من خلال الاتصال الجنسي مع شخص آخر. الانتقال يكون مباشراً بالاحتكاك من خلال الجماع أو عبر الإفرازات التي تحمل العوامل المعدية التي تصيب دم الشخص الآخر. بعض الأمثلة على الأمراض التي تنقل بهذه الطريقة :-
- إيدز بالإنجليزية :AIDS|HIV/AIDS
- داء المتدثرات بالإنجليزية : Chlamydia infection|Chlamydia
- بثرات تناسيلية بالإنجليزية :Genital warts
- مرض السيلان بالإنجليزية :Gonorrhea
- التهاب الكبد الوبائي ب بالإنجليزية : Hepatitis B
- زهري بالإنجليزية : Syphilis
- حلأ بسيط بالإنجليزية : Herpes

#### الانتقال الجنسي الفمي
الأمراض الجنسية كالأيدز من الممكن أن تنتقل من خلال الجماع الفمي. كما أنها تزيد من نسبة الإصابة بحلا بسيط النوع الأول والثاني بالإنجليزية :herpes simplex virus.

### الانتقال عن طريق الفم
الأمراض التي تنقل من خلال الفم يمكن أن تكون بسبب اتصال مباشر كالقبل وغير مباشر كمشاركة السجائر أو كأس الماء.
الأمراض التي تنقل عبر القبل منها :
- فيروس مضخم للخلايا بالإنجليزية : Cytomegalovirus infections
- فيروس الحلأ البسيط بالإنجليزية : Herpes simplex virus
- كثرة الوحيدات العدوائية بالإنجليزية : Infectious mononucleosis

### الانتقال بالاتصال المباشر
الأمراض التي تنتقل عن طريق الاتصال المباشر تسمى أمراض معدية. هذه الأمراض من الممكن ان تنتقل عير المناشف أو الملابس إذا لم تغسل. لهذا السبب الأمراض المسببة للعدوى تحدث غالباً في المدارس، بحيث المناشف تكون مشتركة.
بعض الأمراض التي تنتقل عبر هذه الطريقة :
- سعفة القدم بالإنجليزية : Athlete's foot
- حصف بالإنجليزية : Impetigo
- زهري بالإنجليزية : Syphilis
- ثؤلول بالإنجليزية : Warts

### الانتقال الافقي
هذا النوع يكون الانتقال من الأم إلى الطفل خلال عملية الحمل. وقد يحدث من خلال إرضاع الطفل. الأمراض المعدية التي من الممكن أن تنتقل بهذهِ الطريقة: الزهري والتهاب الكبد الوبائي ب وفيروس نقص المناعة البشرية.

### الانتقال بسبب طبي
الانتقال بسبب العمليات الطبية Iatrogenesis فمثلا عن طريق الحقن أو نقل الأعضاء بالإنجليزية : transplantation.
أمثلة على بعض الأمراض:
- بالإنجليزية :transplantation عن طريق الحقن.
- العنقوديات الذهبية المقاومة للمثسلين بالإنجليزية : MRSA

### الانتقال بواسطة الناقل
الناقل هو الكائن الحي الذي لا يتسبب بمرض بل بنقل المرض بإخفاء الممرضون بالإنجليزية : pathogens.
شلل الأطفال أكثر شيوعاً في الدول التي تحت التطوير، بدون الماء النظيف، من المدن التي لديها تصنيف جيداً للمياه.